# Wilfred Mott
 (janvier 2021).
Si vous disposez d'ouvrages ou d'articles de référence ou si vous connaissez des sites web de qualité traitant du thème abordé ici, merci de compléter l'article en donnant les références utiles à sa vérifiabilité et en les liant à la section « Notes et références ».
Pour les articles homonymes, voir Mott.
Wilfred "Wilf" Mott est un personnage récurrent de la série télévisée britannique de science-fiction Doctor Who, interprété par Bernard Cribbins. Il est le grand-père de l'une des compagnes du Docteur, Donna Noble, et le père de la mère de cette dernière, Sylvia Noble.

## Histoire du personnage

### Une Croisière autour de la Terre(Noël 2007)
Wilfred Mott apparaît dans l'épisode Une croisière autour de la Terre (2007). Le Docteur et Astrid le rencontrent lors d'une courte excursion sur la Terre. Il tient un petit stand de journaux et est l'un des rares Londoniens à être resté dans la ville le jour de Noël après les différentes invasions extra-terrestres qui ont eu lieu les années précédentes à cette même date (voir L'Invasion de Noël et Le Mariage de Noël). C'est un monarchiste dévoué, fidèle à la reine Élisabeth II. Il est témoin de la téléportation du Docteur et d'Astrid à bord du vaisseau spatial le Titanic.

### Saison 4 (2008)
Il revient ensuite dans l'épisode Le Retour de Donna Noble, où l'on apprend qu'il est le grand-père de Donna et que, mordu d'astronomie, il passe ses soirées à observer le ciel avec son télescope. Quelque peu excentrique, il s'intéresse aux théories du complot et à tous les évènements étranges qui se produisent dans le monde en général et à Londres en particulier. Il s'entend très bien avec sa petite-fille qui le rejoint souvent pour échapper aux reproches et harangues de sa mère. Donna lui demande de la prévenir si jamais il voit une « boite bleue » et lui décrit vaguement le Docteur. Lorsque Donna devient la compagne du Docteur, tous deux viennent lui faire signe avec la cabine ; Wilfred est ravi pour Donna et l'encourage.
Quelques commentateurs ont suggéré, de manière erronée, que le chapeau de Wilfred portait les insignes d'UNIT. Il s'agit en fait de l'insigne du Parachute Regiment dans lequel a servi Cribbins.
Dans la première partie de l'épisode A.T.M.O.S., The Sontaran Stratagem, il retrouve sa petite fille et le Docteur. Donna est surprise d'apprendre qu'ils s'étaient déjà rencontrés. Son absence dans Le Mariage de Noël est expliqué par la grippe espagnole. Quand A.T.M.O.S. s'active, il est emprisonné dans la voiture familiale d'où Donna et le Docteur essaient sans succès de l'extraire - un gaz toxique commençant à se répandre. Heureusement, dans la suite de l'épisode, il est sauvé par sa fille Sylvia qui brise la vitre à l'aide d'une hache.
Dans Le Choix de Donna, dans lequel le Docteur est mort sans jamais rencontrer Donna, elle gagne - grâce à Rose Tyler - des vacances pour elle et sa famille dans un autre endroit de l'Angleterre. Wilfred n'est donc pas à son stand de journaux comme dans Une croisière autour de la Terre. Sans le Docteur, le croiseur le Titanic s'écrase dans le centre de Londres, provoquant une gigantesque explosion qui détruit complètement la métropole. Après le désastre, les États-Unis s'engagent à aider le Royaume-Uni, incitant Wilfred à crier « God Bless America » (Dieu bénisse l'Amérique) ; mais l'aide prévue n'arrive jamais car ils subissent une crise majeure à cause du plan de Mlle Foster, que le Docteur n'a bien sûr pas pu déjouer. Wilfred et sa famille sont évacués à Leeds avec d'innombrables autres réfugiés. Un ami fait référence à son passé militaire en l'appelant « mon capitaine » et le salue. Wilfred s'afflige lorsque cet ami étranger et sa famille partent on ne sait où, officiellement vers un camp de travail ; Wilfred déclare « c'est ce qu'ils ont dit la première fois », faisant référence aux camps de concentration nazis de la Seconde Guerre mondiale.
Dans La Fin du voyage, alors que le Docteur a été obligé d'effacer la mémoire de Donna pour la sauver, Wilfred lui promet de penser à lui à chaque fois qu'il regardera les étoiles.

### La Prophétie de Noël(Noël 2009 / Nouvel An 2010)
Wilfred fait sa avant dernière apparition dans La Prophétie de Noël, où il a des visions d'une femme anonyme. Il se met donc à la recherche du Docteur à l'aide d'un petit groupe de retraités et le retrouve rapidement, devenant son compagnon. La femme des visions dit à Wilfred que « le vieux soldat va devoir reprendre les armes » et l'incite à emmener son vieux revolver, alors que le Docteur commence à suspecter qu'il y a quelque chose d'inexpliqué autour de Wilfred : ils se rencontrent un peu trop souvent. Tous deux se rendent dans le manoir de Joshua Naismith où le Maître transforme tous les êtres humains de la planète en copies de lui-même, à l'exception de Donna et de Wilfred, placé par le Docteur dans une cabine qui le protège des rayonnements. Ils réussissent ensuite à s'enfuir, mais le Docteur revient, suivi de près par Wilfred qui refuse de l'abandonner. Ce dernier retourne dans la cabine pour libérer un technicien qui y était enfermé et voit les Seigneurs du Temps revenir à la vie. Parmi eux (mais n'approuvant pas leurs actions) se trouve la femme de ses visions, vraisemblablement la mère du Docteur. Le Docteur, avec l'aide du Maitre, défait les Seigneurs du Temps et n'en revient pas d'être encore en vie. C'est alors que Wilfred accomplit la prophétie faite au Docteur dans l'épisode Planète Morte : « il frappera quatre fois ». En effet, Wilfred frappe quatre fois sur le verre de la cabine, demandant au Docteur de le sortir de là. Malheureusement, les rayonnements vont bientôt atteindre un degré mortel. Wilfred demande alors au Docteur de ne pas le sauver mais ce dernier ne l'écoute pas et s'énerve de désespoir sur son propre corps et prend sa place, ce qui provoque sa régénération.

### Épisode Spécial60eAnniversaire (2023)
Annoncé au casting de l'un des épisodes spéciaux célébrant le 60e anniversaire de la série, Wilfred est revenu en 2023. Après leur aventure aux Confins de l'Univers, le Docteur et Donna reviennent finalement à Camden Market, et sont joyeusement accueillis par Wilfred Mott, qui est ravi de voir sa petite-fille et de retrouver le Docteur. Cependant, Wilf révèle que le monde est en train de s'écrouler alors que les gens commencent soudainement à se battre les uns contre les autres et qu'un avion s'écrase près d'eux. Le Docteur, Donna et Wilf se mettent à couvert contre le TARDIS alors que l'avion qui s'écrase explose.

## Casting et réception

### Casting
En octobre 2017, Bernard Cribbins révèle être intéressé par un retour de son personnage dans la série aux côtés du Treizième Docteur, incarné par Jodie Whittaker mais malheureusement l'idée n'a jamais abouti.

### Réception
Bernard Cribbins décrivait lui-même son personnage comme étant « un homme très altruiste, gentil et compatissant ».

## Liste des apparitions
Hors-saison (2007) :
- Une croisière autour de la Terre

Saison 4 (2008) :
- Le Retour de Donna Noble
- A.T.M.O.S., première partie
- A.T.M.O.S., deuxième partie
- Le Choix de Donna
- La Terre volée
- La Fin du voyage

Hors-saison (2009-2010) :
- La Prophétie de Noël (partie 1 et 2)

Hors-saison (2023) :
- Aux Confins de l'Univers